# Fàbrica Trepat

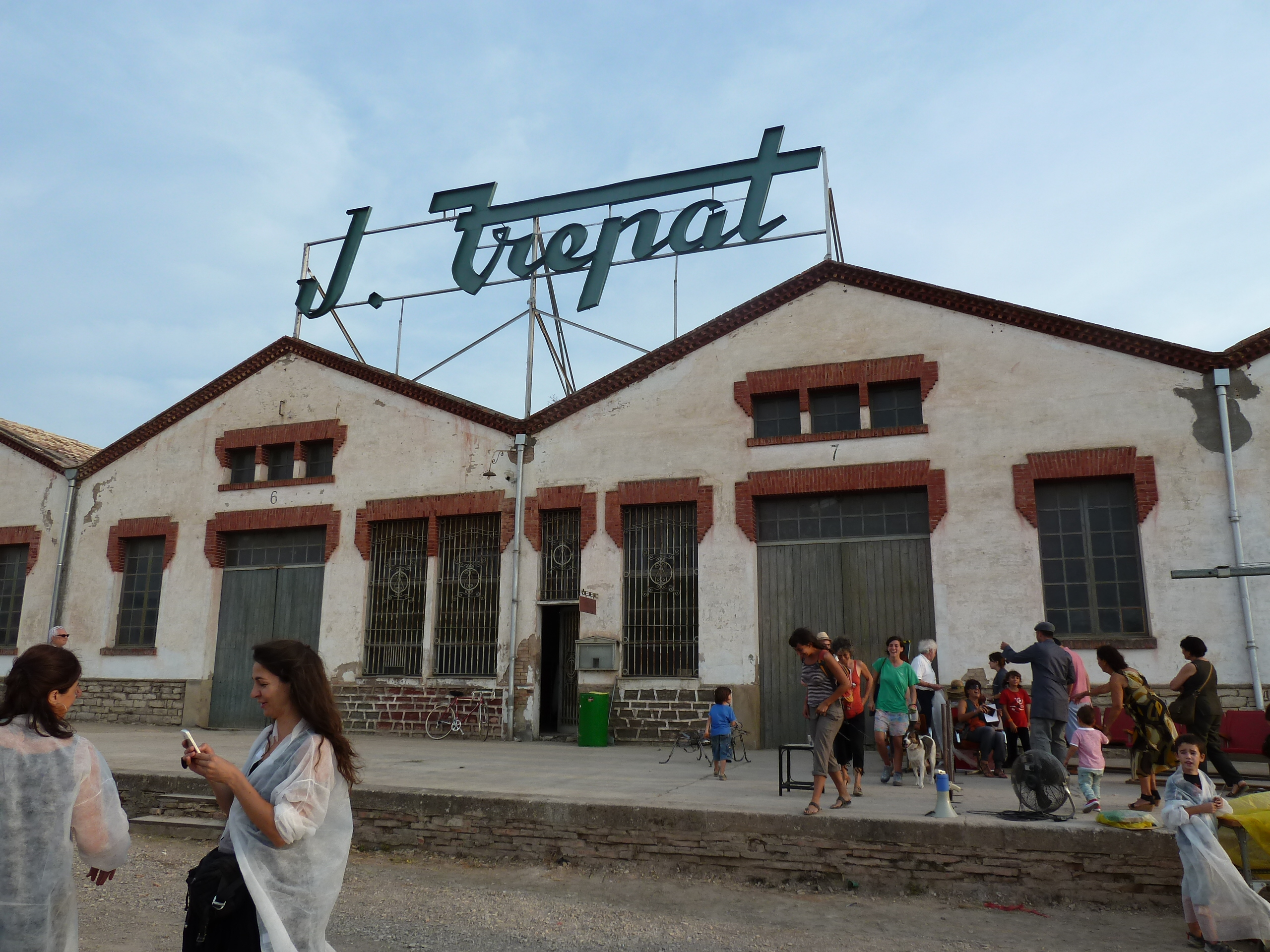
Fàbrica Trepat de Tàrrega el 2012

La Fàbrica Trepat és una fàbrica de maquinària agrícola amb seu a Tàrrega (Urgell) que tingué el seu moment d'esplendor des del primer terç del segle XX fins a mitjans de la dècada del 1960. Fou un dels protagonistes de la mecanització de les feines del camp a Catalunya i Espanya durant part del segle xx, convertí Tàrrega en un pol d'atracció de treballadors. La conservació fins a l'actualitat de l'antiga maquinària, les naus i la documentació, la converteixen en un cas d'estudi singular, motiu pel qual tot el complex s'ha convertit actualment en un museu de la mecanització agrària. L'edifici és una obra protegida com a bé cultural d'interès local.

## Edifici
La fàbrica Trepat està formada per un conjunt de 19 naus industrials de forma rectangular, enganxades una al costat de l'altra, formant una llarguíssima filera recta. Aquestes construccions tenen totes la mateixa estructura i aspecte exterior.
La façana de cada nau té una porta rectangular i dues finestres, també rectangulars, a banda i banda de la porta. Damunt aquesta, hi ha una altra finestra dividida en tres parts. A la part superior de totes aquestes obertures hi ha una senzilla decoració feta amb totxos pintats de color granat.
La façana, en canvi, està pintada de blanc menys una estreta franja inferior de pedra vista. Totes les teulades, d'on sobresurten uns minsos ràfecs, són a dues aigües, cobertes amb teula àrab i claraboies.

## Història
La primera foneria Trepat estava emplaçada, des de l'any 1914, a uns magatzems del carrer Ardèvol de Tàrrega. D'aquesta foneria i taller sortiren, entre els anys 1916 i 1919, les primeres màquines de segar que es fabricaren íntegrament al nostre país. El seu impulsor fou Josep Trepat, que impulsà un petit taller on volgué fer una versió senzilla adaptada a l'agricultura catalana de la màquina dalladora McCormick, que havia conegut en una estança a França. Les primeres dalladores i garbelladores es començaren a vendre sobretot a partir del 1919. Durant els anys 20, la fàbrica tenia els tallers de muntatge i mecanització de les peces al carrer de Mossén Sarret i al Carrer de Sant Pelegrí de Tàrrega.
El progressiu creixement de l'empresa va fer necessari un nou trasllat als afores de la ciutat amb la construcció d'un modern complex industrial. En el decurs dels anys 1933 i 1936, es construïren tretze de les dinou naus que configuren el complex metal·lúrgic de les indústries Trepat. L'evolució va ser tal que l'any 1931, el Govern de l'Estat va concedir a la fàbrica Trepat el títol de productor nacional. La maquinària de J. Trepat era molt extensa: nastells, gavelladores, dalles, segadores, lligadores i fou pionera en el camp català. Estava constituïda per les següents seccions: foneria, modelisme, tallers de torns i mecanització, la de premses i ganivetes, la de segadores i dalladores, estampació, lligadores, rampills, pintura, fusteria, recanvis i oficines. A més, exportà maquinària a diversos països d'Amèrica i d'Europa.
Aquesta primera etapa de desenvolupament de l'empresa s'allargarà fins a la guerra civil (1936-1939), uns anys en què continuà la innovació tècnica i s'amplià la fàbrica i sobretot el mercat. Des de la guerra i fins als plans de desenvolupament econòmics franquistes, els anys 1959-1963, l'empresa fracassà en l'intent de recuperar el procés d'industrialització anterior a la guerra, així com els plans d'investigació, la impossibilitat de reposar els béns de producció i d'inversió, i l'adaptació del negoci a les pautes marcades pel sistema polític, o el que s'ha anomenat "artesanalització" del sistema de producció. Els anys 60 esdevingueren l'època de màxima producció i arribà a ocupar uns 210 treballadors. El 30 de gener de 1975 la Fàbrica Trepat es constituí en societat anònima i passà a dir-se Indústries Josep Trepat Galceran S.A.
El Targarí Fermí Cucurull Gassó, va ser el col·laborador més estretament lligat a José Trepat. Va arribar a ser president de l'empresa del 1988 al 1999 i vinculat a la mateixa des del 1922. La família Cucurull en va ser la darrera propietària de l'empresa, fins que l'Ajuntament de Tàrrega obtingués la propietat l'any 2007, després de llargues negociacions. Altres membres de la família Cucurull van ocupar càrrecs importants dins l'empresa. Cal destacar el nom de Ramon Cucurull Tàpies, que va participar activament en la dècada dels ’50 i principis dels ’60, amb gran innovació de processos productius, fins a l'arribada de maquinària motoritzada de la marca Braud, que l'empresa Trepat importava i distribuïa per tot el territori nacional. L'última etapa estudiada pels acadèmics s'acaba a la dècada del 1990 i hi destaca la industrialització de l'empresa. L'empresa tingué 209 treballadors entre el 1915 i el 1929, i 554 del 1940 al 2004.

## Màquines

### Dalladora
La màquina dalladora J. Trepat produïda a Tàrrega era una màquina pensada per la sega sobretot de l'alfals. Comptava amb una llarga barra de ganivetes amb les quals un cop s'accionava pel tir de la força animal, aquestes començaven a funcionar tallant a l'alçada del farratge. Aquesta màquina J. Trepat fou una adaptació de la dalladora americana, la qual, comparativament, és de grans dimensions i amb molt més pes, tirada per la força de dos animals.

### Garbelladora
La garbelladora Trepat era una màquina emprada per a la sega de cereals com el blat i l'ordi. L'estirava un sol animal, generalment un mul i la seva acceptació entre els pagesos la va fer una màquina revolucionària a mitjans del segle passat. La garbelladora tenia una barra de tall dentada, plana, que disposava d'una tisora accionada al pas de l'animal pels engranatges del cos central de la màquina. Una vegada tallava al seu pas, el cereal queia dins una pastera on un sistema d'aspes l'anava acumulant i en feia unes garbes que després dipositava a terra. Un cop les garbes queien a terra només calia que el pagès les lligues i ja estaven preparades per anar cap a l'era. En el decurs dels anys en actiu de l'empresa targarina productora de màquines J Trepat es van vendre 33.496 garbelladores. Aquesta empresa va marcar profundament la història de la mecanització del camp català. En l'actualitat aquesta fàbrica resta oberta al públic sota el nom de Cal Trepat-Museu de la mecanització agrària.

### Embarrat
L'embarrat principal de Cal Trepat s'ubica a la nau 5, la secció de tallers de mecanització de les peces de les màquines Trepat. L'embarrat és el sistema de transmissió de força des d'un motor principal cap a la resta de maquinària que, no disposant de motor propi, s'unia a uns eixos a través d'un sistema de politges i corretges. Aquests eixos, al mateix temps, anaven units a una politja que a través de corretges i d'aquesta forma es transmetia la força del motor al sistema d'eixos i aquests a les màquines que sense motor propi. L'eix, amb politges i coixinets, normalment se suportava a la paret o al mateix sostre de l'edifici. L'embarrat de la nau 5 de Cal Trepat està articulat en quatre branques de transmissió situades al sostre de la nau, unides a les encavallades de fusta de la coberta de doble vessant. A la fàbrica J. Trepat es comptabilitzen un total de set embarrats, dels que se'n conserven sis, a diferència del de la nau 5, es munten als laterals de les naus, aprofitant els sortins superiors de les pilastres adossades als murs.

## Galeria d'imatges

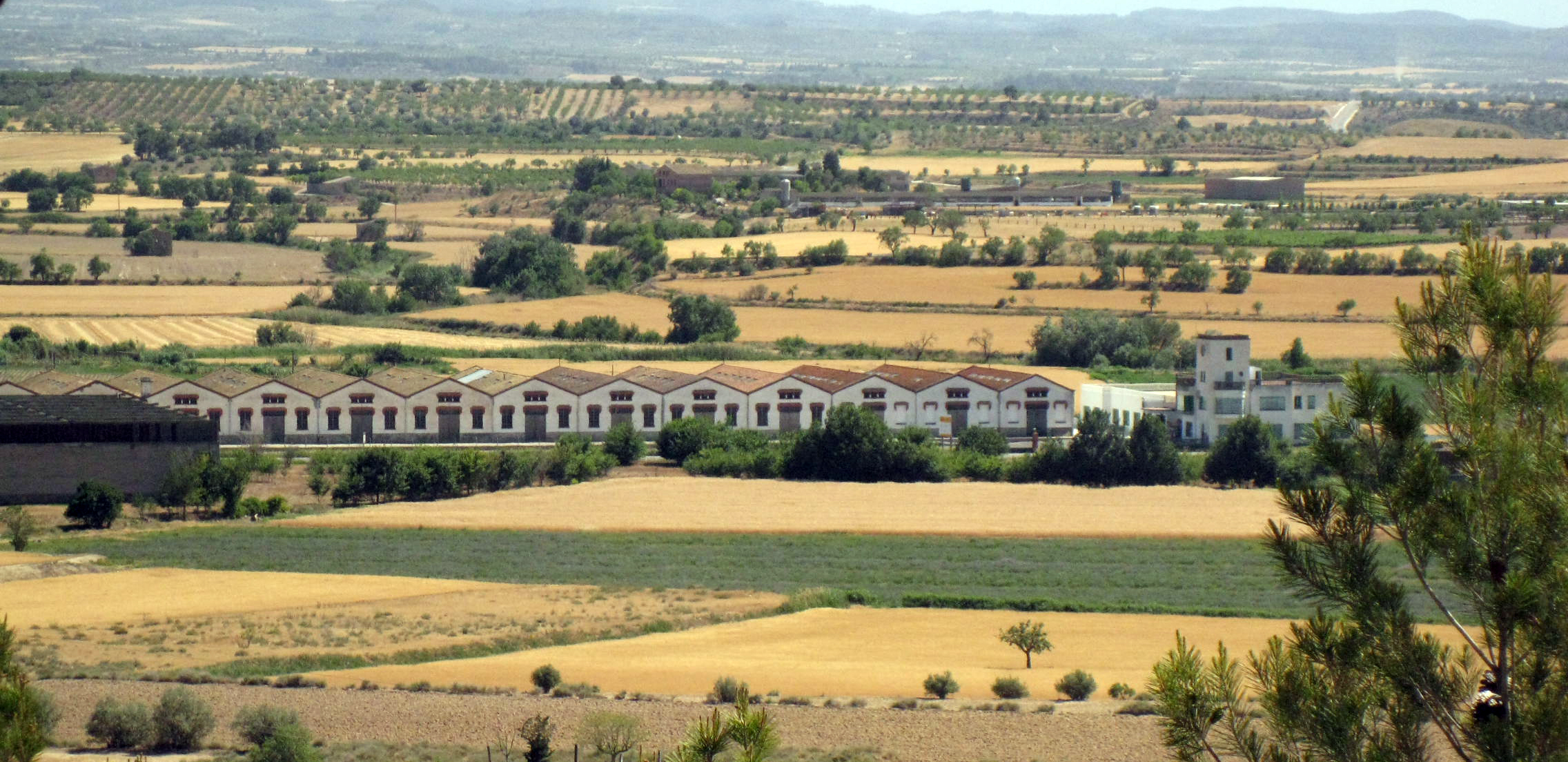
Imatge general de la fàbrica des de Sant Eloi.
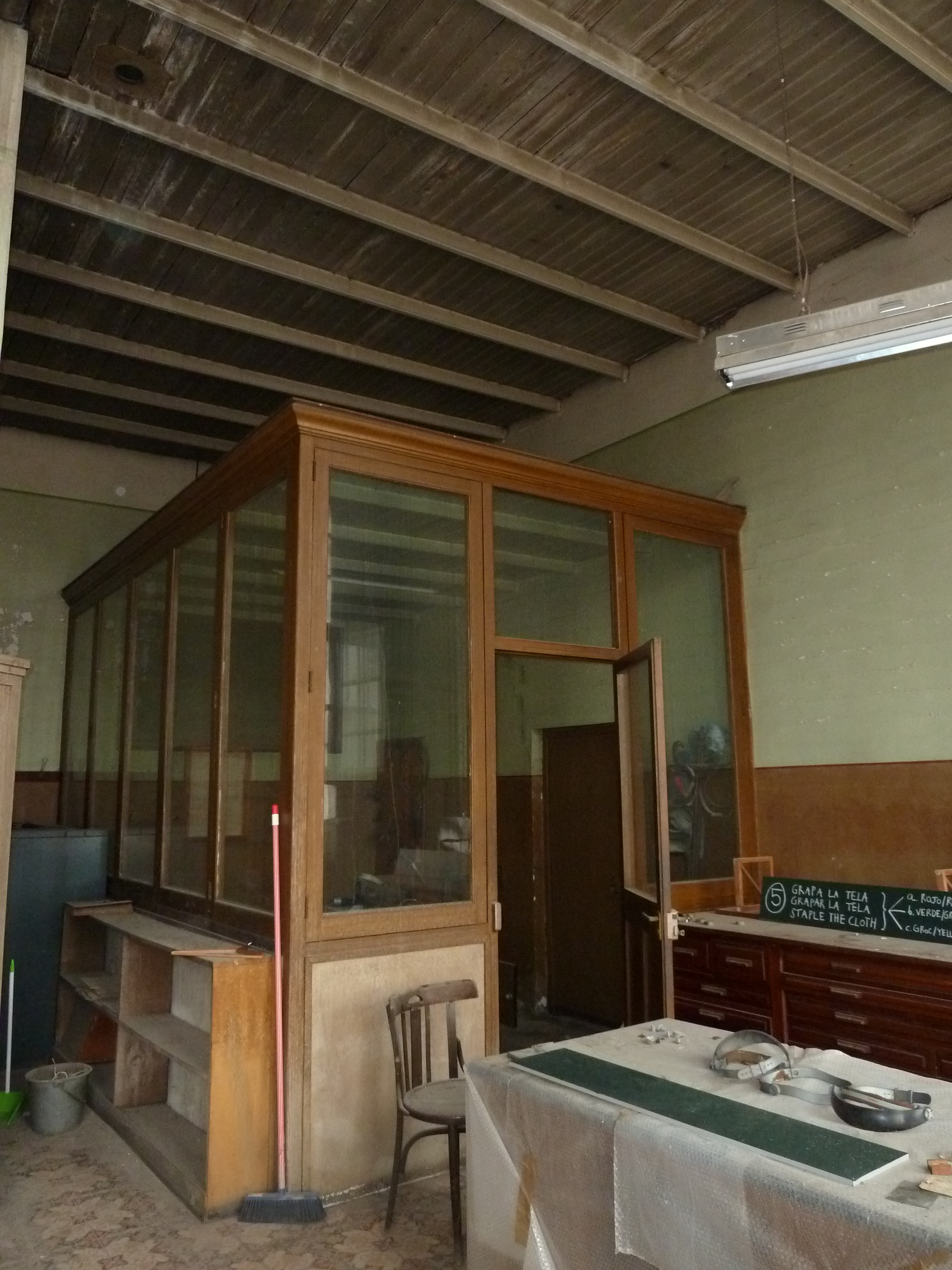
Detall d'un despatx de l'interior de la fàbrica.
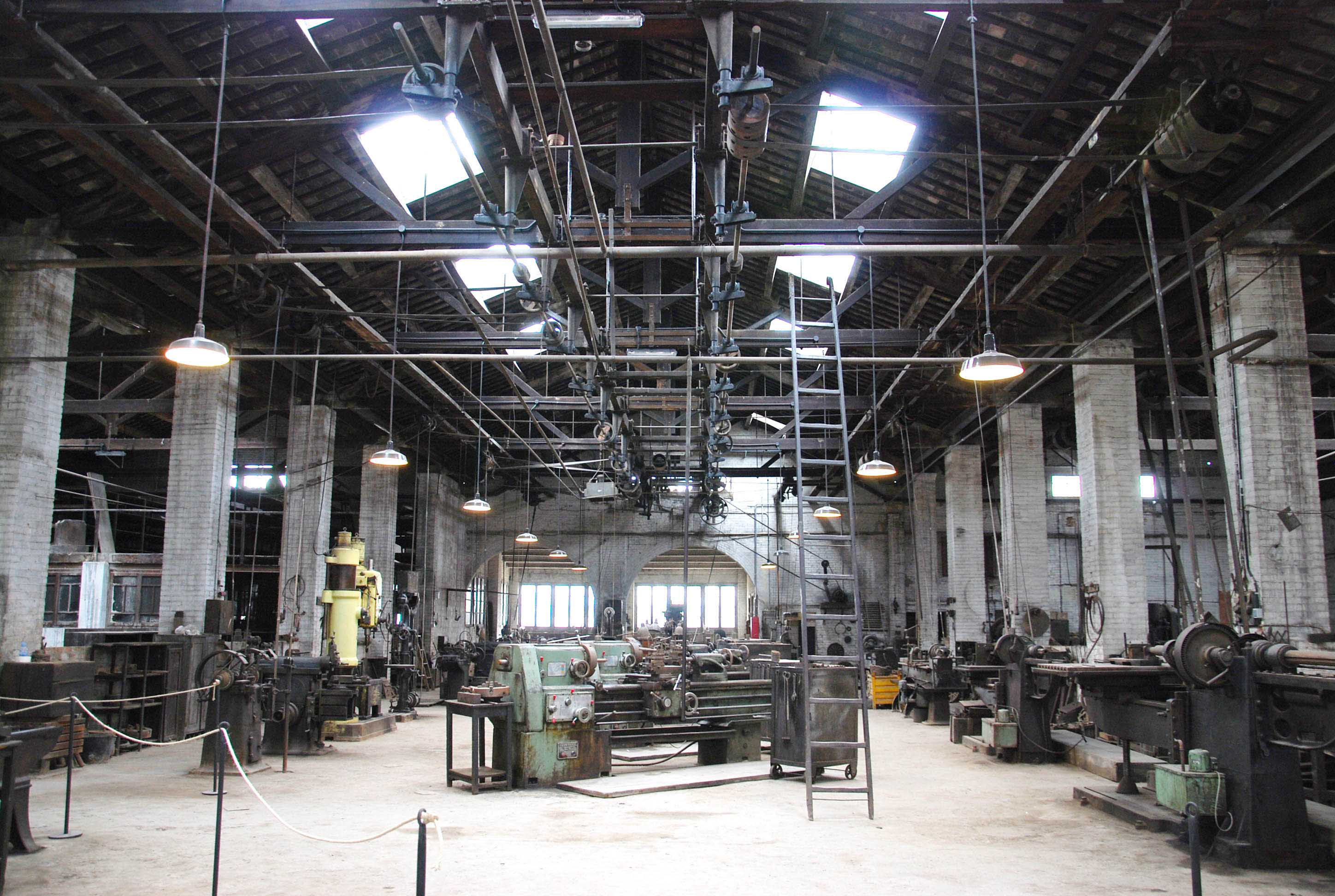
Embarrat.